# Carlos Angelini
Carlos Eduardo Angelini Mendoza (Caracas, 27 de mayo de 1988) es un futbolista venezolano. Fue portero y su último equipo fue el Monagas SC de la Primera División de Venezuela.

## Clubes
| Club                          | País      | Año          |
| ----------------------------- | --------- | ------------ |
| Nueva Chicago                 | Argentina | 2009-2010    |
| Tucanes de Amazonas           | Venezuela | 2010         |
| Monagas SC                    | Venezuela | 2010-2011    |
| Trujillanos FC                | Venezuela | 2011         |
| Angostura FC                  | Venezuela | 2012         |
| Aragua FC                     | Venezuela | 2012-2013    |
| Monagas SC                    | Venezuela | 2016         |
| Potros de Barinas Fútbol Club | Venezuela | 2016-2017    |
| Angostura FC                  | Venezuela | 2017- Actual |

## Monagas Sport Club

### Torneo Apertura 2016
Jugó con el Monagas SC hasta culminar este torneo.

### Estadísticas
| Club                           | Temporada           | Copa Traki | Copa Traki | Total | Total | Media |
| Club                           | Temporada           | P. J.      | G. E.      | P. J. | G. E. | Media |
| ------------------------------ | ------------------- | ---------- | ---------- | ----- | ----- | ----- |
| Monagas Sport Club · Venezuela | 2016                | 1          | 1          | 1     | 1     |       |
| Monagas Sport Club · Venezuela | Total               | 1          | 1          |       |       |       |
| Total en su carrera            | Total en su carrera | 1          | 1          |       |       |       |

- Actualizado hasta el 7 de febrero de 2016.